# Tarquinio Provini
Tarquinio Provini (29 mei 1933 - 6 januari 2005) was een Italiaanse wegrace-coureur, wiens bijnamen "Bellini" en "Toro di Bologna" luidden. Hij behaalde twee wereldtitels. Na zijn race-loopbaan ging hij bouwmodellen maken onder de naam Protar.

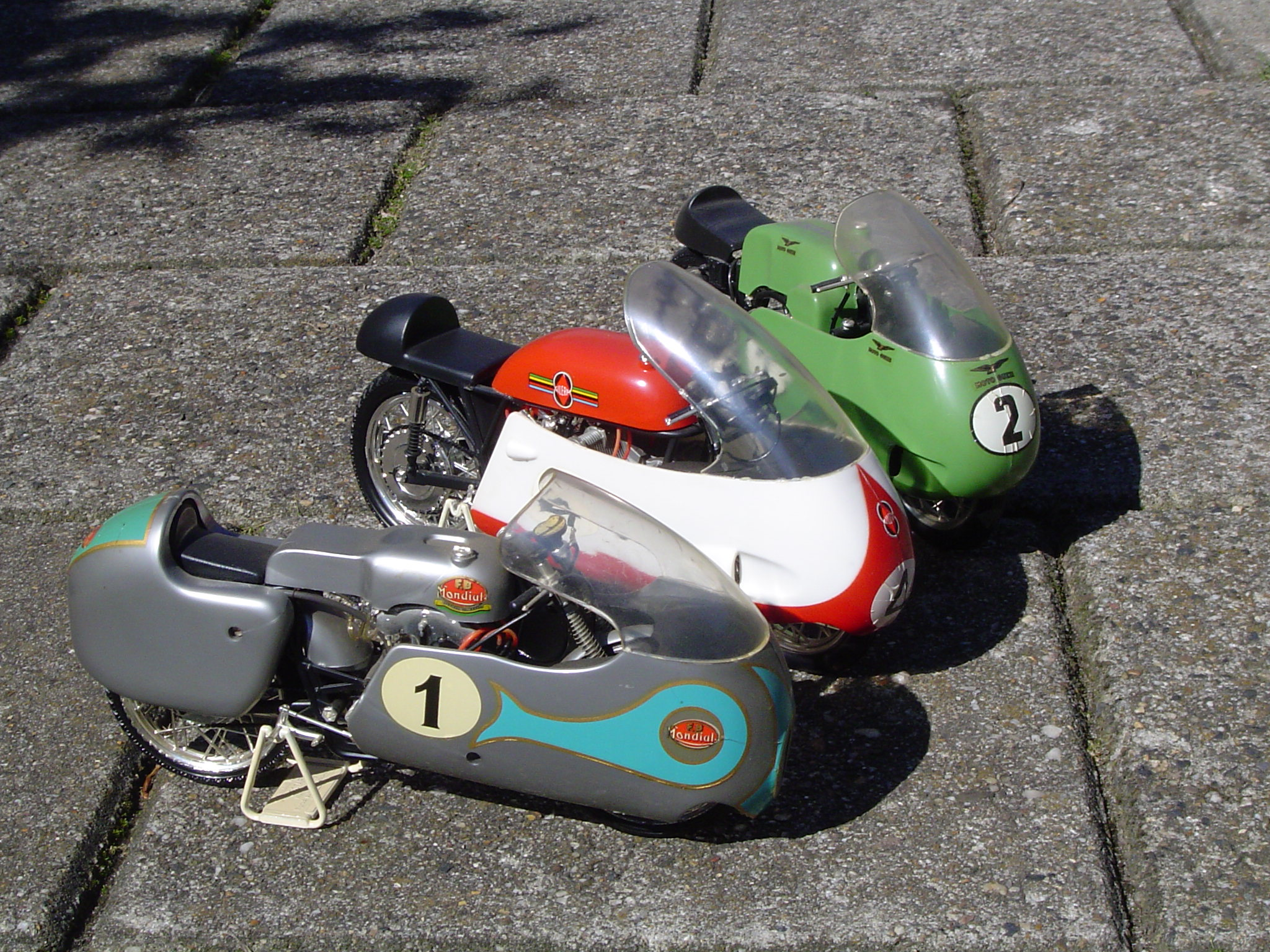
Protar-modellen in schaal 1:9 van de Mondial 250 Bialbero, de Gilera 500 4C en de Moto Guzzi Otto Cilindri

Tarquinio Provini werd geboren in Roveleto di Cadeo als zoon van een garagehouder. Daardoor bracht hij zijn jeugd door tussen auto's en motorfietsen. Op zijn tiende jaar reed hij voor het eerst op een motorfiets.

## Carrière

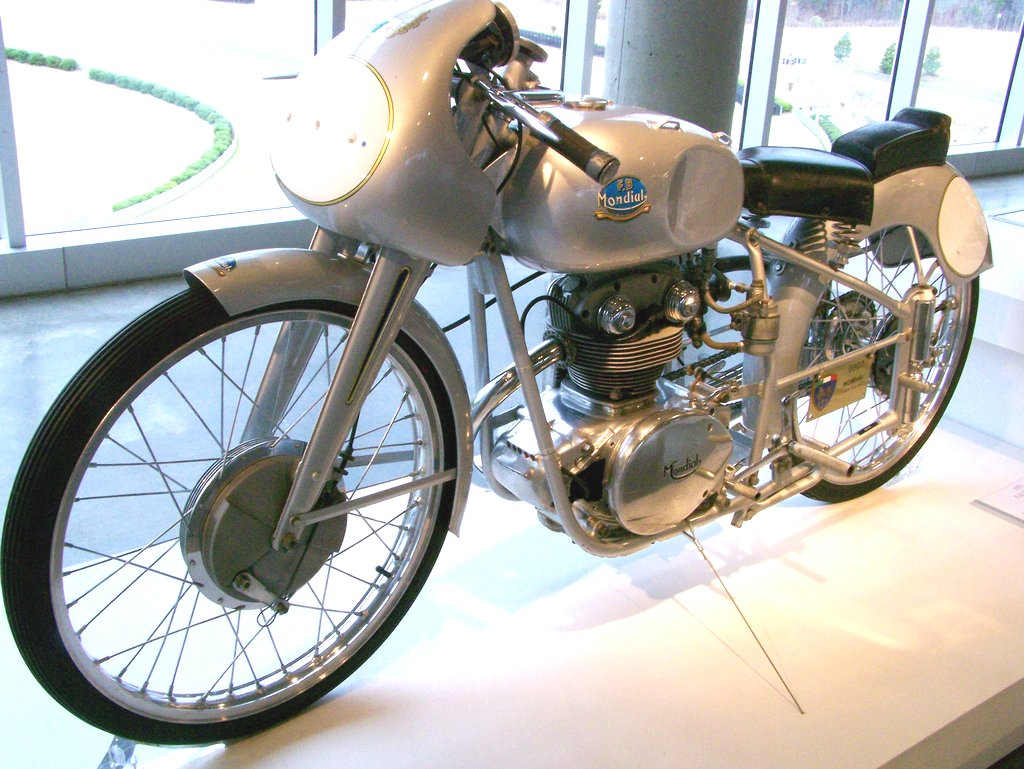
Mondial 125 Monoalbero uit 1952

In 1948, toen hij pas zestien jaar oud was, won hij al een race in Fiorenzuola d'Arda op een 50cc-motorfietsje, maar hij werd gediskwalificeerd vanwege zijn leeftijd. In 1949 won hij met een 125cc-MV Agusta een race in Piacenza. Hij was nog steeds te jong, maar probeerde met toestemming van zijn oom Cesare Provini met een licentie op diens naam te rijden. Het bedrog werd ontdekt en hij werd weer gediskwalificeerd. Bij sommige wedstrijden was de controle minder streng, want hij werd provinciaal kampioen in 1949 en 1950. 
In 1952 kocht zijn vader Dante een echte productieracer, een Mondial 125 Monoalbero, die hij zelf voor zijn zoon prepareerde. De resultaten vielen tegen, maar in 1953 won Tarquinio er races mee in Castellanza, Copparo, Varese, Pistoia, Bondeno, Pescara, Cingoli, Vicenza, Foligno, Piazzoloa en Parma. Hij werd Italiaans kampioen in de 3e categorie. Ook zijn tweede plaats in de destijds beroemde Milaan-Taranto-race was opzienbarend.

### Mondial

#### 1953
Provini's prestaties vielen op bij Omer Melotti, de chefmonteur van de race-afdeling van FB Mondial. Hij rapporteerde aan graaf Giuseppe Boselli, die Provini een fabriekscontract voor 1954 gaf. Provini won de Motogiro d'Italia en hij werd kampioen in de 2e categorie met overwinningen in Padua, L'Aquila, Foligno, Marina di Pisa, Cavarzere en Gradisca d'Isonzo. Hij promoveerde in hetzelfde jaar naar de 1e categorie en aan het einde van het WK-seizoen 1954 debuteerde hij in het wereldkampioenschap wegrace tijdens de GP des Nations op Monza, waar hij achter MV Agusta-rijder Guido Sala tweede werd. Hij won de Grand Prix van Spanje, maar gebruikte daarvoor de Mondial 125 Monoalbero-productieracer. Hoewel hij slechts twee keer gestart was, werd hij vierde in de eindstand van het wereldkampioenschap 125 cc. 

#### 1955
In 1955 won hij de 250cc-klasse van de Coppa d'Oro Shell in Imola, in Perugia won hij de 175cc-race en in Napels de 125cc-race. Hij won ook de 125cc-race van de Zweedse Grand Prix, die nog geen WK-status had. In het wereldkampioenschap kwam hij tijdens de Spaanse GP ten val, maar in de GP van Frankrijk werd hij vierde achter teamgenoot Giuseppe Lattanzi. Nadat hij tijdens de trainingen van de TT van Man al in een telefooncel was beland, viel hij in de Lightweight 125 cc TT uit. Op 19 juni verongelukte Giuseppe Lattanzi tijdens de Milaan-Taranto-race. Giuseppe Boselli trok daarna zijn team terug uit het WK, enerzijds uit piëteit, anderzijds omdat hij zijn rijders te roekeloos vond. Het team kwam alleen nog in Italiaanse nationale races aan de start. Tarquinio Provini werd Italiaans kampioen in de 2e categorie.

#### 1956

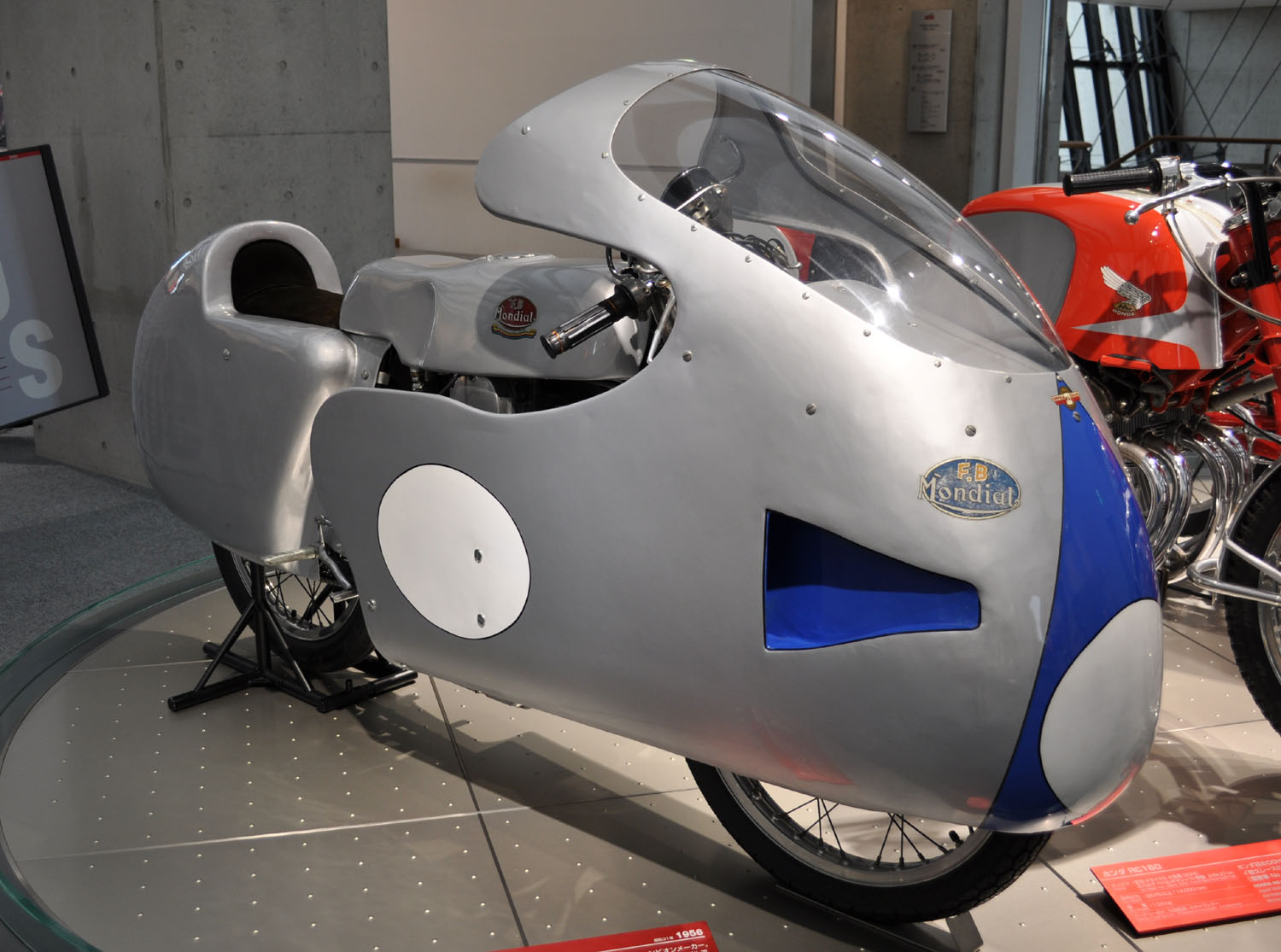
Mondial 125 Bialbero uit 1956

In het seizoen 1956 bemoeide Mondial zich nog steeds nauwelijks met het wereldkampioenschap, ondanks het feit dat Alfonso Drusiani de 125 Bialbero sterk verbeterd had. Tarquinio Provini werd er derde mee in de GP van Duitsland en tweede in de GP des Nations. Met de nieuwe Mondial 250 Bialbero ging het slecht. Provini reed er in Monza de snelste ronde mee, maar hij viel daarna uit. Hij werd wel Italiaans seniorenkampioen in de 175cc-klasse.

#### 1957 (eerste wereldtitel)

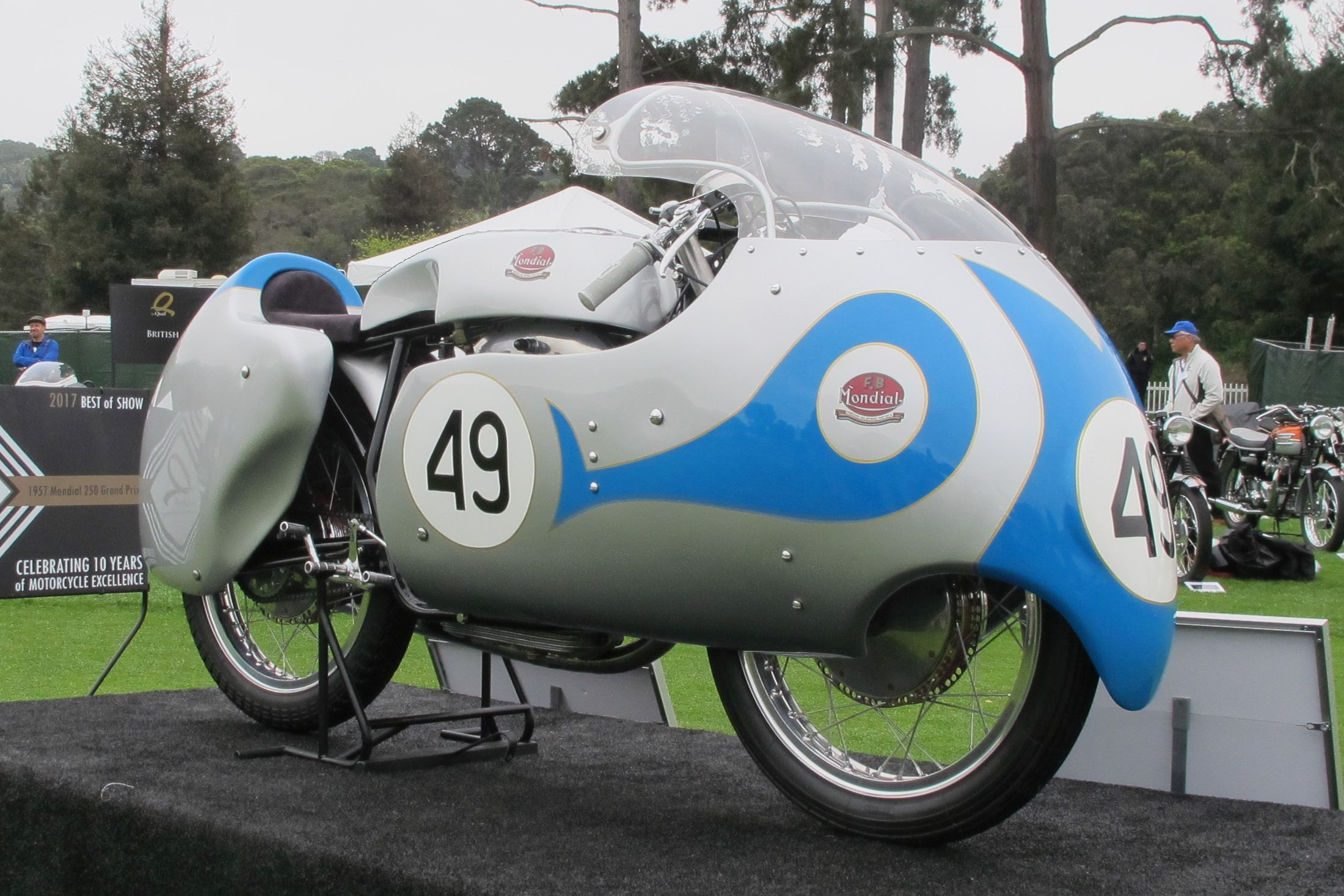
Mondial 250 Bialbero uit 1957

In het seizoen 1957 maakte Mondial een sterk seizoen mee. Het team bestond naast Tarquinio Provini uit Cecil Sandford (die in 1956 al voor het team gereden had) en nieuwkomer Sammy Miller. Provini werd in de GP van Duitsland tweede in de 125cc-race, maar won daarna de Ultra-Lightweight TT, zowel de 125cc-race als de 250cc-race in de TT van Assen en de 125cc-GP van België. Daarmee was hij eigenlijk al wereldkampioen, want Carlo Ubbiali, die hem theoretisch nog kon bedreigen, zat geblesseerd thuis. Écht wereldkampioen werd hij onderweg naar de Ulster Grand Prix, toen Ubbiali niet op de boot zat. Tijdens de GP des Nations won hij de 250cc-race, waardoor hij teamgenoot Miller van de tweede plaats in de eindstand stootte. Sandford werd in die klasse wereldkampioen. Tarquinio Provini werd Italiaans kampioen 125- en 250 cc. In dit jaar trouwde hij met Gelmina Loca, zijn grote liefde sinds de lagere school.
Aan het einde van 1957 sloten de Italiaanse merken Gilera, Mondial, Moto Guzzi en MV Agusta een pact om uit het wereldkampioenschap wegrace te stappen. De baten wogen niet op tegen de kosten en nog steeds vonden ze de nationale kampioenschappen belangrijker dan het WK. Het betekende dat veel Italiaanse coureurs hun status als fabrieksrijder verloren, maar ook dat er geen fabrieksteams meer in het WK overbleven nadat Norton en BMW al in 1955 gestopt waren. 

### MV Agusta
Domenico Agusta hield zich echter niet aan de afspraken met de andere teams. Dat was begrijpelijk omdat het kosten/baten-verhaal voor MV Agusta niet gold. Agusta verdiende zijn geld niet met motorfietsen, maar met helikopters en de motorsport was een dure hobby van de eigenaar. 

#### 1958 (tweede wereldtitel)
MV Agusta had in het seizoen 1958 en lang daarna het rijk alleen en besloot machines in alle soloklassen in te zetten, met een team dat bestond uit Carlo Bandirola, John Hartle, Umberto Masetti, Tarquinio Provini, John Surtees, Carlo Ubbiali en Remo Venturi. Bandirola, Hartle, Masetti en Surtees bemoeiden zich vooral met de zwaardere (350- en 500 cc) klassen, terwijl Provini en zijn grote concurrent Ubbiali in de lichte klassen uitkwamen. Provini won de 250cc-Lightweight TT en leidde de 125cc-Ultra-Lightweight TT, maar kwam ten val. Omdat ook Luigi Taveri (Ducati) uitviel won Ubbiali deze race. Tijdens de TT van Assen won Provini de 250cc-race, Ubbiali de 125cc-race. De GP van België kende geen 250cc-klasse. Provini werd in de 125cc-race derde, Ubbiali vijfde. In de Duitse Grand Prix won Provini weer de 250cc-race en Ubbiali de 125cc-race. In de Grand Prix van Zweden kon Provini al wereldkampioen 250 cc worden door te winnen, maar hij moest door schakelproblemen een pitstop maken en finishte als negende. Op zijn beurt kon Ubbiali 125cc-kampioen worden door te winnen, maar hij werd slechts vierde. Tijdens de Ulster Grand Prix werden beide titels beslist: Provini won de 250cc-race en Ubbiali won de 125cc-race. Provini werd ook Italiaans kampioen 250 cc en won de "Coppa d'Oro Shell". John Surtees werd wereldkampioen 350- en 500 cc en MV Agusta won alle constructeurstitels in de soloklassen. 

#### 1959
In het seizoen 1959 bleef het team van MV Agusta vrijwel ongewijzigd: alleen Umberto Masetti vertrok om zich in Chili als autohandelaar te vestigen. Wat Domenica Agusta betrof zouden Provini en Ubbiali de titels in de lichte klassen weer onder elkaar verdelen, maar samenwerking was niet mogelijk. De beide coureurs werden meer als concurrenten dan als collega's gezien en in Italië bestonden twee supporterskampen die elkaar niet vriendelijk gezind waren. Ubbiali die Provini liet winnen werd niet geaccepteerd, het omgekeerde evenmin. Tarquinio Provini begon het seizoen sterk met overwinningen in twee klassen tijdens de TT van Man, maar in de Duitse Grand Prix viel hij uit in de 250cc-race. In de 125cc-race bleek de concurrentiestrijd toen hij met 0,1 seconde achterstand verloor van Ubbiali. Hetzelfde gebeurde tijdens de 250cc-race van de TT van Assen. In de 125cc-race van de GP van België won Ubbiali met 0,4 seconde voorsprong en in de Grand Prix van Zweden won Provini de 125cc-race met 0,3 seconde verschil. MV Agusta wist nu zeker dat beide titels in elk geval naar een van hun coureurs zou gaan, dus het sloeg de Ulster Grand Prix over. Dat ontnam Provini de mogelijkheid om nog 250cc-kampioen te worden, maar de 125cc-titel was nog open. In de GP des Nations won Ubbiali, terwijl Provini slechts vijfde werd. Daarmee was Ubbiali ook 125cc-kampioen. Provini eindigde als tweede. Hij werd wel weer 250cc-kampioen van Italië.

### Moto Morini

#### 1960
Tarquinio Provini voelde zich niet langer thuis bij MV Agusta en trad in het seizoen 1960 in dienst van Moto Morini, als opvolger van Emilio Mendogni, die op zijn beurt naar MV Agusta ging. Bij Moto Morini was het jaar vooral gericht op de ontwikkeling van de Morini 250 Bialbero en het Italiaans kampioenschap. Provini werd derde in de 250cc-Lightweight TT. In de TT van Assen reed hij de snelste ronde, maar viel hij uit. Tijdens de GP van België kwam hij hard ten val waardoor hij naar het ziekenhuis werd afgevoerd. De blessure beëindigde zijn seizoen, dat hij als negende afsloot. 

#### 1961
In het seizoen 1961 was de Honda RC 162 niet te verslaan. Provini werd in de Grand Prix van Duitsland derde achter de Honda-rijders Kunimitsu Takahashi en Jim Redman en in de Grand Prix van Frankrijk vierde achter Tom Phillis, Mike Hailwood en Takahashi. Alfonso Morini richtte zich daarna weer op het Italiaans kampioenschap, dat Provini inderdaad won. Pas in de GP des Nations kon Morini niet wegblijven. Provini werd vierde achter Redman, Hailwood en Phillis. Provini sloot het WK af als zesde in de 250cc-klasse. Daarmee was hij toch nog de beste coureur die niet op een Honda reed. 

#### 1962
Ook in het seizoen 1962 richtte Morini zich op het Italiaans 250cc-kampioenschap. Provini werd Italiaans kampioen, maar mocht maar af en toe in de GP's uitkomen. Hij reed de snelste ronde tijdens de TT van Assen, maar werd derde achter Honda-rijders Jim Redman en Bob McIntyre. In de GP des Nations werd hij achter Redman tweede. 

#### 1963

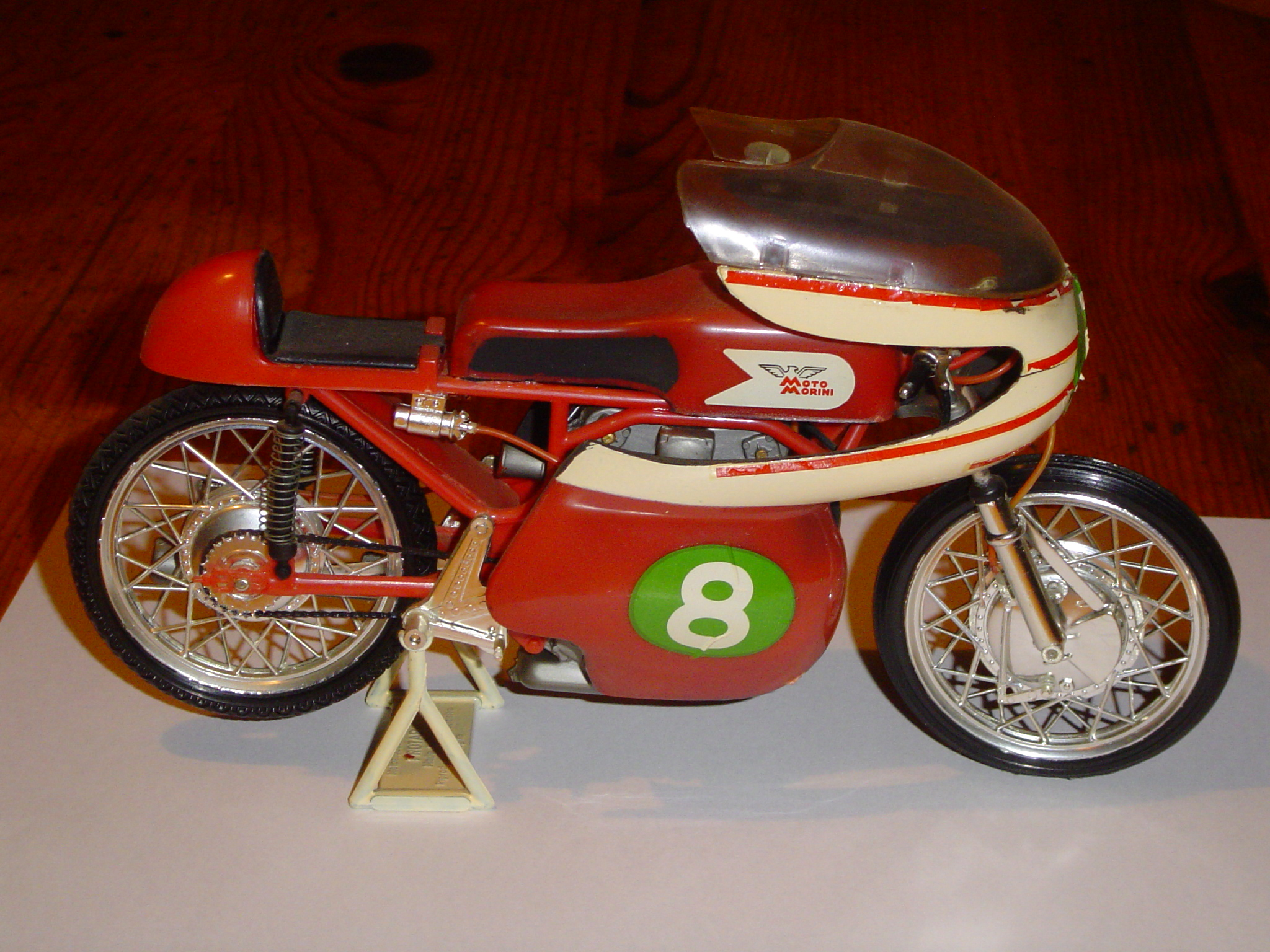
Tarquinio Provini reed deze Morini 250 Bialbero in 1963 en produceerde hem later alsschaalmodel.

Tarquinio Provini drong er bij Alfonso Morini op aan om in het seizoen 1963 meer kansen in het wereldkampioenschap te krijgen, ondanks de overmacht van Honda. Morini stemde toe, maar stuurde hem niet naar de TT van Man vanwege het gevaarlijke circuit, niet naar de GP van de DDR vanwege het ontbreken van commercieel belang in het Oostblok en niet naar de GP van Argentinië en de GP van Japan vanwege de hoge reiskosten. Zo bleven er voor Provini slechts zes van de tien GP's over. Een voordeel was dat Honda haar RC 163 uit 1962 niet had doorontwikkeld omdat het werkte aan de RA 271 Formule 1-auto. In de GP van Spanje bezette Honda de plaatsen twee t/m vijf, maar Provini won met 20 seconden voorsprong op Jim Redman. Hij won ook de GP van Duitsland, maar Redman profiteerde van zijn afwezigheid in de Lightweight 250 TT en nam daar de leiding in het WK over. Redman won ook de TT van Assen, waar Provini ook nog achter Fumio Ito met de nieuwe Yamaha RD 56 finishte. Redman brak in de 125cc-race van Assen echter een sleutelbeen, maar in de GP van België profiteerde Provini niet optimaal. Hij werd derde achter de Yamaha-rijders Fumio Ito en Yoshikazu Sunako. In de Ulster Grand Prix was Redman weer fit. Hij won en Provini werd tweede. Nu het seizoen precies op de helft was, had Redman 34 punten, Provini 30. Dat bracht Alfonso Morini er waarschijnlijk toe om terug te komen op zijn besluit om de DDR over te slaan. Het team kwam de grens echter niet over omdat de visa niet in orde waren. Jim Redman werd echter slechts derde omdat MZ Mike Hailwood en Alan Shepherd had ingehuurd om de MZ RE 250 te rijden. Provini won de GP des Nations, waar Redman tweede werd. Met twee races te gaan had Redman 40 punten, Provini 38. Voor Morini was dat reden genoeg om hem ook naar Argentinië te sturen, waar hij werd ondersteund door de gepensioneerde Umberto Masetti, die vanuit Chili niet zo ver hoefde te reizen. Om kosten te besparen startte Provini daar ook in de 500cc-race, zodat hij dubbel startgeld kreeg uitbetaald. Hij viel in die race uit, maar dat was misschien wel de bedoeling. Hij won de 250cc-race voor Redman en Masetti. De stand was nu gelijk: 42-42. In de Japan won Redman echter, terwijl Provini slechts vierde werd omdat de Yamaha's van Fumio Ito en Phil Read sneller waren. Hij sloot het seizoen af als tweede in de eindstand, maar had (netto) slechts twee punten minder dan Jim Redman. 

### Benelli en Kreidler

#### 1964
In het seizoen 1964 stapte Tarquinio Provini over naar Benelli dat tot dat moment met de eencilinder Benelli 250 Bialbero had geracet, maar dat nu de viercilinder Benelli 250 4C ging inzetten. Hij trad ook toe tot het fabrieksteam van Kreidler, dat in de 50cc-klasse uitkwam. In de GP van de USA viel hij met de Kreidler uit. In de 250cc-klasse weigerde een groot aantal coureurs te starten nadat er een ongeluk was gebeurd. Daarbij was ook Tarquinio Provini. Hij won vervolgens de Spaanse Grand Prix voor Jim Redman en Phil Read. In de GP van Frankrijk kon hij niet starten door een trainingsblessure. In de Lightweight 250 TT viel hij uit en in de TT van Assen werd hij slechts vierde. In de Belgische GP werd hij slechts vijfde, net als in de GP van Duitsland. Het was inmiddels duidelijk dat de wereldtitelstrijd tussen Jim Redman (Honda) en Phil Read (Yamaha) ging en Benelli sloeg de GP van de DDR en de Ulster Grand Prix over. In de GP des Nations viel Provini uit en het team ging niet naar Japan. Intussen had hij in de Franse GP zijn enige punt in de 50cc-klasse gescoord. Provini kon niet wennen aan de twaalf versnellingen van de Kreidler, die ook nog met de hand (3) en met de voet (4) geschakeld moesten worden. 

### Benelli

#### 1965
In het seizoen 1965 breidde Benelli haar activiteiten uit naar de 350cc-klasse, nog niet met een echte "350", maar met een tot 319 cc opgeboorde Benell 250 4C. Provini kreeg ook een teamgenoot in Remo Venturi, die overkwam van Bianchi. Er werd echter niet veel gereden. Provini kon in het begin van de 250cc-race van de Spaanse GP nog tegenstand bieden aan leider Phil Read, maar begon later terug te vallen en remde zichzelf uiteindelijk onderuit. In de 350cc-Junior TT viel hij uit en in de Lightweight 250 TT werd hij vijfde. In de GP des Nations ging het erg goed. In de 350cc-race moest hij twee keer de pit in om bougies te wisselen, maar door een geweldige inhaalrace werd hij, weliswaar op een ronde, derde. In de 250cc-race won hij, waarbij hij het hele veld een ronde achterstand bezorgde. 

#### 1966
Ook in het seizoen 1966 nam Benelli niet aan alle GP's deel. Provini lag op de tweede plaats in de 250cc-GP van Spanje, maar viel uit door gebroken klepveren. In de Duitse GP werd hij met een ronde achterstand op Mike Hailwood tweede in de 350cc-race. In de 350cc-GP van Frankrijk vocht hij met Jim Redman om de derde plaats, maar viel hij twee ronden voor het einde uit. 
Tijdens de trainingen van de TT van Man kwam hij ten val tussen Alpine Cottage en Balla Cobb. Hij raakte deels verlamd en een tijdje leek het erop dat hij zijn leven in een rolstoel moest slijten. Dat viel gelukkig mee, in december 1966 mocht hij alweer kleine stukjes wandelen, maar racen kon Provini niet meer. Hij richtte het bouwdozenmerk Protar op.

## Micromodelli Provini (Protar)
De eerste bouwmodellen die hij maakte waren van de Moto Morini en Mondial-wegracers waarmee hij zoveel successen had behaald. Hierna volgden andere - vooral historische - racemotoren. In de laatste decennia kwamen er ook modellen van auto's en moderne motorfietsen, waarbij echter altijd de race-modellen voorop stonden.
Provini overleed op 6 januari 2005 in zijn woning in Bologna aan een hartinfarct.

## Wereldkampioenschap wegrace resultaten
(Races in cursief geven de snelste ronde aan, punten (tussen haakjes) zijn inclusief streepresultaten)
| Jaar | Klasse | Team        | Motorfiets        | 1       | 2       | 3       | 4       | 5       | 6       | 7       | 8       | 9     | 10      | 11      | 12      | 13    | Punten  | Plaats |                                                    | Wereldkampioen |
| ---- | ------ | ----------- | ----------------- | ------- | ------- | ------- | ------- | ------- | ------- | ------- | ------- | ----- | ------- | ------- | ------- | ----- | ------- | ------ | -------------------------------------------------- | -------------- |
| 1954 | 125 cc | Mondial     | 125 Bialbero      |         | IOM -   | ULS -   |         | NED -   | DUI -   |         | NAT 2   | SPA 1 |         |         |         |       | 14      | 4e     | Rupert Hollaus (†), NSU Rennfox                    |                |
| 1955 | 125 cc | Mondial     | 125 Bialbero      | SPA DNF | FRA 4   | IOM DNF | DUI DNS |         | NED DNS |         | NAT DNS |       |         |         |         |       | 3       | 9e     | Carlo Ubbiali, MV Agusta 125 Bialbero              |                |
| 1956 | 125 cc | Mondial     | 125 Bialbero      | IOM -   | NED -   | BEL -   | DUI 3   | ULS -   | NAT 2   |         |         |       |         |         |         |       | 10      | 4e     | Carlo Ubbiali, MV Agusta 125 Bialbero              |                |
| 1956 | 250 cc | Mondial     | 250 Bialbero      | IOM -   | NED -   | BEL 8   | DUI -   | ULS -   | NAT DNF |         |         |       |         |         |         |       | 0       | -      | Carlo Ubbiali, MV Agusta 250 Mono Bialbero         |                |
| 1957 | 125 cc | Mondial     | 125 Bialbero      | DUI 2   | IOM 1   | NED 1   | BEL 1   | ULS 2   | NAT DNF |         |         |       |         |         |         |       | 30 (36) | 1e     | Tarquinio Provini, Mondial 125 Bialbero            |                |
| 1957 | 250 cc | Mondial     | 250 Bialbero      | DUI DNF | IOM DNF | NED 1   | BEL DNF | ULS DNF | NAT 1   |         |         |       |         |         |         |       | 16      | 2e     | Cecil Sandford, Mondial 250 Bialbero               |                |
| 1958 | 125 cc | MV Agusta   | 125 Bialbero      | IOM DNF | NED 3   | BEL 3   | DUI 2   | ZWE 4   | ULS -   | NAT DNF |         |       |         |         |         |       | 17      | 4e     | Carlo Ubbiali, MV Agusta 125 Bialbero              |                |
| 1958 | 250 cc | MV Agusta   | 250 Mono Bialbero | IOM 1   | NED 1   |         | DUI 1   | ZWE 9   | ULS 1   | NAT -   |         |       |         |         |         |       | 32      | 1e     | Tarquinio Provini, MV Agusta 250 Mono Bialbero     |                |
| 1959 | 125 cc | MV Agusta   | 125 Bialbero      |         | IOM 1   | DUI 2   | NED 12  | BEL 2   | ZWE 1   | ULS DNS | NAT 5   |       |         |         |         |       | 28 (30) | 2e     | Carlo Ubbiali, MV Agusta 125 Bialbero              |                |
| 1959 | 250 cc | MV Agusta   | 250 Bicilindrica  |         | IOM 1   | DUI DNF | NED 1   |         | ZWE DNF | ULS DNS | NAT DNF |       |         |         |         |       | 16      | 3e     | Carlo Ubbiali, MV Agusta 250 Bicilindrica          |                |
| 1960 | 250 cc | Moto Morini | 250 Bialbero      |         | IOM 3   | NED DNF | BEL DNF | DUI DNS | ULS DNS | NAT DNS |         |       |         |         |         |       | 4       | 9e     | Carlo Ubbiali, MV Agusta 250 Bicilindrica          |                |
| 1961 | 250 cc | Moto Morini | 250 Bialbero      | SPA DNF | DUI 3   | FRA 4   | IOM DNS | NED DNS | BEL DNS | DDR DNS | ULS DNS | NAT 4 | ZWE DNS | ARG DNS |         |       | 10      | 6e     | Mike Hailwood, Mondial 250 Bialbero / Honda RC 162 |                |
| 1962 | 250 cc | Moto Morini | 250 Bialbero      | SPA -   | FRA -   | IOM -   | NED 3   | BEL -   | DUI -   | ULS -   | DDR -   | NAT 2 |         | ARG -   |         |       | 10      | 5e     | Jim Redman, Honda RC 163                           |                |
| 1963 | 250 cc | Moto Morini | 250 Bialbero      | SPA 1   | DUI 1   |         | IOM DNS | NED 3   | BEL 3   | ULS 2   | DDR DNS |       | NAT 1   | ARG 1   | JAP 4   |       | 42 (49) | 2e     | Jim Redman, Honda RC 163                           |                |
| 1963 | 500 cc | Moto Morini | 250 Bialbero      |         |         |         | IOM -   | NED -   | BEL -   | ULS -   | DDR -   | FIN - | NAT -   | ARG DNF |         |       | 0       | -      | Mike Hailwood, MV Agusta 500 4C                    |                |
| 1964 | 50 cc  | Kreidler    | RS                | VST DNF | SPA -   | FRA 6   | IOM 8   | NED -   | BEL -   | DUI -   |         |       | FIN -   |         |         |       | 1       | 13e    | Hugh Anderson, Suzuki RM 64                        |                |
| 1964 | 250 cc | Benelli     | 250 4C            | VST DNS | SPA 1   | FRA DNS | IOM DNF | NED 4   | BEL 5   | DUI 5   | DDR -   | ULS - |         | NAT DNF | JAP DNS |       | 15      | 5e     | Phil Read, Yamaha RD 56                            |                |
| 1965 | 250 cc | Benelli     | 250 4C            | VST -   | DUI DNS | SPA DNF | FRA -   | IOM 4   | NED -   | BEL -   | DDR -   | TSL - | ULS -   | FIN -   | NAT 1   | JAP - | 11      | 7e     | Phil Read, Yamaha RD 56 / RD 05                    |                |
| 1965 | 350 cc | Benelli     | 350 4C            | VST -   | DUI -   | SPA -   | FRA -   | IOM DNF | NED -   | BEL -   | DDR -   | TSL - | ULS -   | FIN -   | NAT 3   | JAP - | 4       | 13e    | Jim Redman, Honda RC 172 / 2RC 172                 |                |
| 1966 | 250 cc | Benelli     | 250 4C            | SPA DNF | DUI -   | FRA -   | NED -   | BEL -   | DDR -   | TSL -   | FIN -   | ULS - | IOM -   | NAT -   | JAP -   |       | 0       | -      | Mike Hailwood, Honda RC 166                        |                |
| 1966 | 350 cc | Benelli     | 350 4C            |         | DUI 2   | FRA DNF | NED -   |         | DDR -   | TSL -   | FIN -   | ULS - | IOM DNS | NAT DNS | JAP DNS |       | 6       | 1      | Mike Hailwood, Honda RC 173                        |                |